# Maslennikowo (obwód samarski)
Maslennikowo (ros. Масленниково) – osiedle w Rosji, w obwodzie samarskim, w rejonie chworostiańskim. W 2010 liczyło 1607 mieszkańców.